# 瓦朗加爾縣

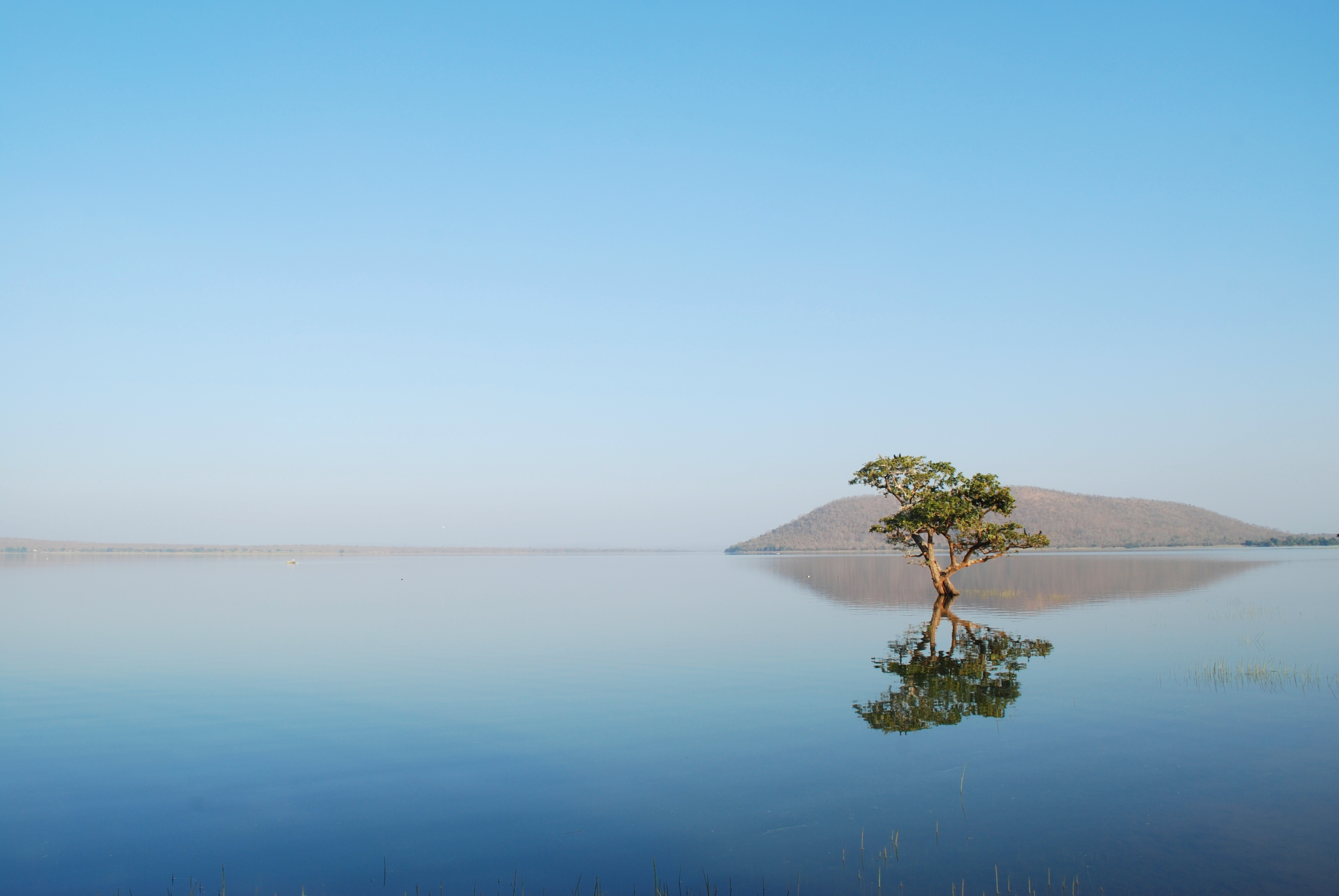

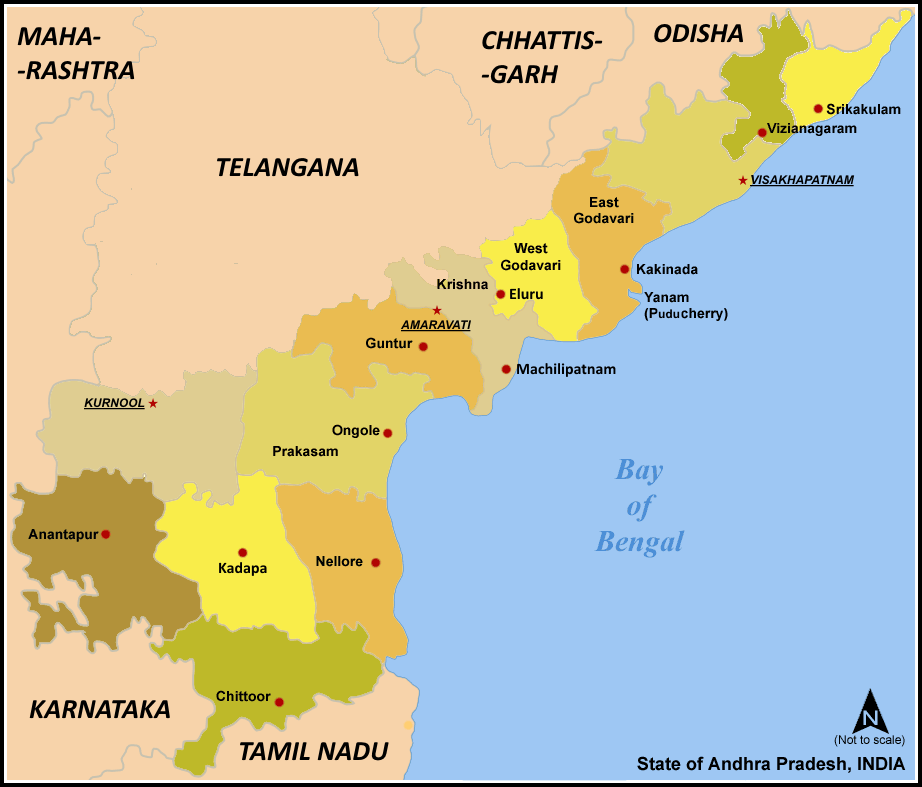

瓦朗加爾縣是印度的一個縣，位於該國東南部，由特伦甘纳邦（原属安得拉邦）負責管轄，面積2,095平方公里，每年平均降雨量1,059毫米，2011年人口718,537，人口密度每平方公里340人。